# ハートワーク
『ハートワーク』 (Heartwork) は、イギリスのエクストリーム・メタルバンド、カーカスが1993年に発表した4作目のスタジオ・アルバム。メロディックデスメタルというジャンルを代表する作品として評価されているが、ジェフ・ウォーカーは2013年のインタビューにおいて、カーカスがメロディックデスメタルの創始者だという一般的な認識に対して不快感を表明し、デスメタルにメロディを導入したのではなく「シン・リジィやアイアン・メイデンの伝統的なハーモニーを導入した」と語っている。

## 背景
前作『屍体愛好癖』（1991年）と同様、マイケル・アモットを含む4人編成でレコーディングされたが、本作ではジェフ・ウォーカーが単独でボーカルを担当し、ビル・スティアーはギターに専念している。表題曲「ハートワーク」は、アモットが作ったリフを元にスティアーがデモを完成させ、その後ウォーカーが歌詞を付けるというプロセスで生まれた。ウォーカーは2013年のインタビューで、この曲について「ビルが言うには、奴が手を付ける前はエントゥームドっぽいリフだったけど、ビルがテンポを変えて、ハーモニーを付けて、見事にちょこちょこといじり回したんだよ」と語っている。
本作のジャケット及び「ハートワーク」のミュージック・ビデオには、H・R・ギーガー作の彫像「Life Support 1993」が使用された。ギーガーによれば、この彫像は本作のために製作したわけではなく、まず作品が先にあって、その後バンドから使用許可を求められたという。
本作のレコーディング終了後、マイケル・アモットがバンドを脱退。残された3人は1993年9月に「ディス・イズ・ユア・ライフ」と「ロットンロール」の2曲を録音し、これらはイギリス盤EP「The Heartwork EP」及び日本企画のミニ・アルバム『臓器移植』に収録された。そして、本作に伴うワールド・ツアーにはアメリカ人ギタリストのマイク・ヒッキー（元ヴェノム）が参加した。

## リリース
バンドの母国イギリスでは1993年10月にリリースされ、11月10日にはトイズファクトリーから日本盤CDが発売された。また、カーカスはアメリカのコロムビア・レコードとの契約を得て、1994年には同社を通じてアメリカ盤が発売された。

## 反響・影響
カーカスは本作で自身初の全英アルバムチャート入りを果たし、1993年11月6日付のアルバムチャートで67位を記録した。アメリカでは、1994年に『ビルボード』のヒートシーカーズで23位を記録した。
ジャスティン・M・ノートンはステレオガムにおいて「メロディックデスメタルの始まりを告げたのは、彼らのサード・アルバム『屍体愛好癖』かもしれないが、カーカスは『ハートワーク』でメロディックデスメタルに正統性を与えた」と評している。また、アメリカのウェブサイトTreblezine.comが2013年に選出した「デスメタルの重要なアルバム10」には、本作も含まれている。
スウェーデンのデスラッシュバンド、カーナル・フォージのバンド名は本作収録曲にちなんでいる。

## 2008年リマスターCD
2008年に発売されたリマスターCDには、1993年2月のデモ録音が収録されたボーナス・ディスクと、「The Pathologist's Report Part IV - Epidemic」と題されたボーナスDVDが付属している。また、同年発売の日本盤リマスターCD(TFCK-87454)では、ボーナス・ディスク及びDVDに加えて、「The Heartwork EP」で発表された「ディス・イズ・ユア・ライフ」と「ロットンロール」の2曲がアルバム本編にボーナス・トラックとして追加された。

## 収録曲
全曲とも作詞はジェフ・ウォーカーによる。
1. 夢の埋葬 "Buried Dreams" – 3:59
  - 作曲：ビル・スティアー
2. 殺戮の炉 "Carnal Forge" – 3:54
  - 作曲：ビル・スティアー、マイケル・アモット
3. 憎しみだけが残る "No Love Lost" – 3:22
  - 作曲：ビル・スティアー
4. ハートワーク "Heartwork" – 4:33
  - 作曲：ビル・スティアー、マイケル・アモット
5. 偽りの像 "Embodiment" – 5:36
  - 作曲：マイケル・アモット、ビル・スティアー
6. ディス・モータル・コイル "This Mortal Coil" – 3:49
  - 作曲：ビル・スティアー、マイケル・アモット
7. 汗して肉を得る "Arbeit Macht Fleisch" – 4:21
  - 作曲：ビル・スティアー
8. ブラインド・ブリーディング・ザ・ブラインド "Blind Bleeding the Blind" – 4:57
  - 作曲：ビル・スティアー
9. 血の学理的解釈 "Doctrinal Expletives" – 3:39
  - 作曲：ビル・スティアー、マイケル・アモット
10. 死亡証明書 "Death Certificate" – 3:37
  - 作曲：マイケル・アモット、ビル・スティアー

### 2008年リマスターCD（日本盤）ボーナス・トラック
1. ディス・イズ・ユア・ライフ "This Is Your Life" – 4:07
  - 作曲：ビル・スティアー
2. ロットンロール "Rot 'n' Roll" – 3:53
  - 作曲：ビル・スティアー

### 2008年リマスターCDボーナス・ディスク
1. ブラインド・ブリーディング・ザ・ブラインド "Blind Bleeding the Blind" – 5:15
2. 夢の埋葬 "Buried Dreams" – 4:07
3. 殺戮の炉 "Carnal Forge" – 4:06
4. 死亡証明書 "Death Certificate" – 3:50
5. デリヴァランス "Deliverance " – 5:53
6. 血の学理的解釈 "Doctrinal Expletives" – 3:45
7. ハートワーク "Heartwork" – 4:38
8. 憎しみだけが残る "No Love Lost" – 3:26
9. ディス・モータル・コイル "This Mortal Coil" – 4:05
10. 汗して肉を得る "Arbeit Macht Frei" – 4:32

## カヴァー
- ハートワーク
  - フレッシュゴッド・アポカリプス - アルバム『アゴニー』（2011年）のiTunes配信ヴァージョン[18]及び日本盤CD[19]に収録。

## 参加ミュージシャン
- ジェフ・ウォーカー - ボーカル、ベース
- ビル・スティアー - ギター
- マイケル・アモット - ギター
- ケン・オーウェン - ドラムス